# Socorro
Socorro je sopečný ostrov v souostroví Revillagigedo, který náleží k území Mexika a leží zhruba 600 kilometrů od západního pobřeží země. S plochou zhruba 132 km2 je největší ze čtyř ostrovů souostroví Revillagigedo. K poslední sopečné erupci zde došlo v roce 1993.

## Příroda

### Geografie
Ostrov Socorro je vrcholem mohutné, převážně podmořské štítové sopky, který se tyčí do výšky 1150 m nad mořskou hladinu. Má přibližně obdélníkový tvar o rozměrech cca 16,5 × 11,5 km a plochu 132 km2. Povrch ostrova je rozbitý brázdami, malými krátery a četnými roklemi a pokrytý lávovými dómy, lávovými proudy a škvárovými kužely.
K zatím poslední (k roku 2024) sopečné erupci zde došlo na přelomu ledna a února 1993. Předchozí erupce byla 21. května 1951; dřívější erupce pravděpodobně nastaly v roce 1905, 1896 a 1848. Počáteční vulkanická událost pravděpodobně nastala v roce 3090 př. n. l. ± 500 let.
Socorro obklopuje osm zátok: tři na jižním konci ostrova – Vargas Lozano, Braithwaite a Lucio Gallardo Pavon; Ensenada Grayson na jihozápadě; Blanca na severozápadě se dvěma zátokami oddělenými skalním výběžkem; a North Bay na severním konci ostrova se dvěma zátokami oddělenými vulkanickou formací.

### Flóra
Nížiny Socorra – s výjimkou severní, vlhčí strany – pokrývají husté křoviny, sestávající převážně z endemického Croton masonii a kaktusu, pravděpodobně Opuntia engelmannii. Ve výšce nad 650 m n. m. a na severní straně se vyskytuje bohatší vegetace. Patří sem malé stromy, jako je Ficus cotinifolia, střemcha pozdní a endemický Guettarda insularis, který nese epifytické orchideje (Epidendrum nitens, E. rigidum a endemickou Pleurothallis unguicallosa).

### Fauna
Původní suchozemská fauna není příliš rozmanitá, převládají zde ptáci a původní savci chybí. Vyskytuje se zde jeden endemický druh ještěrky Urosaurus auriculatus a suchozemský krab Johngarthia oceanica, který se vyskytuje i na ostrově Clipperton. Mezi ptáky vyskytující se na ostrově patří buřňák klínoocasý, faeton vlnkovaný, terej tichomořský, terej žlutonohý, fregatka obecná, rybák černohřbetý a nody obecný. Vlivem lidské činnosti byly na ostrov zavlečeny ovce, kočky a několik druhů hlodavců. Predací zavlečených koček bylo drasticky ovlivněno několik ptáků, a například v případe endemické hrdličky sokorské došlo až k jejímu vyhubení ve volné přírodě.

## Historie
Žádný důkaz o lidském obydlí na Socorru neexistuje před jeho objevením španělským průzkumníkem Hernando de Grijalva a jeho posádkou dne 19. prosince 1533, který jej pojmenoval „ostrov svatého Tomáše“ (francouzsky Isle St Thomas). V roce 1542 jej znovuobjevil Ruy López de Villalobos při průzkumu nových cest v Pacifiku a přejmenoval ho na „Zamračený ostrov“ (španělsky Isla Anublada) kvůli mrakům, které se často tvoří na severních svazích vrcholu Evermann. v roce 1608 Martín Yañez de Armida, který měl na starosti další expedici, navštívil ostrov a změnil jeho jméno na Isla Socorro.
Na začátku dvacátého století Barton Warren Evermann, ředitel Kalifornské akademie věd v San Franciscu, významně podporoval vědecký průzkum ostrova. V této době byly získány nejobsáhlejší biologické sbírky. Na jeho počest byla přejmenován vrchol sopky na Socorru.
Archie Smith, americký dělník ze San Diega, byl v roce 1929 na jeden měsíc opuštěn na ostrově, než ho zachránila projíždějící rybářská loď. Důvodem jeho zanechání na ostrově bylo, že expedice, která ho přivezla na ostrov stříhat divoké ovce, se vrátila do přístavu pro zásoby, ale zkrachovala a nemohla se vrátit.
Jediným trvalým lidským osídlením na ostrově je základna mexického námořnictva, která se nachází necelý kilometr od Cabo Regla, nejjižnějšího bodu ostrova. V její blízkosti se nachází vesnice s kostelem, která stojí na západní straně Bahía Vargas Lozano, malé zátoky se skalnatou pláží. Žije zde cca 250 osob (posádka stanice a jejich rodiny). Základna byla založena v roce 1957 a obsluhuje přístaviště, místní heliport a letiště Isla Socorro, které se nachází šest kilometrů severně.